# Diplomazia parallela
La diplomazia parallela (o diplomazia della seconda via) è una diplomazia non governativa che può essere svolta da diversi attori, come accademici, sindacati, ONG, gruppi di riflessione, individui, associazioni, parlamentari, centri di ricerca, ecc. A volte viene definita anche diplomazia privata.
Non dovrebbe essere confuso con la paradiplomazia, che riguarda entità del sub-stato come gli stati di una federazione che sono coinvolti direttamente nelle relazioni internazionali e talvolta autonomamente nei confronti del governo centrale. Questo può essere il caso della provincia del Quebec o di un cantone svizzero.

## Storia
Nel 1981, Joseph V. Montville, allora funzionario del Dipartimento di Stato degli Stati Uniti, coniò le espressioni Track One Diplomacy e Track Two Diplomacy in un articolo pubblicato sulla rivista Foreign Policy. Queste espressioni sono state tradotte in italiano con le espressioni "diplomazia ufficiale" e "diplomazia parallela". La diplomazia ufficiale è quella dei negoziati ufficiali tra le nazioni condotti da diplomatici professionisti. La diplomazia parallela riguarda gli sforzi di risoluzione dei conflitti da parte di professionisti non governativi e teorici della risoluzione dei conflitti. "La diplomazia parallela mira a ridurre o risolvere i conflitti, all'interno di un paese o tra i paesi, riducendo l'indignazione, la tensione o la paura che esistono, con una migliore comunicazione e una migliore comprensione del punto di vista dall'altro ".
Gli sforzi di questi professionisti o volontari nel risolvere le controversie, che generalmente operano attraverso le organizzazioni non governative (ONG) o le università, sono nati per la presa di coscienza di diplomatici e altro personale che le interazioni formali di governo e governo, non necessariamente i metodi più efficaci per ottenere la cooperazione internazionale o per appianare le distanze.
Secondo Joseph Montville, ci sono fondamentalmente due processi di diplomazia parallela: da un lato, implica far incontrare i membri dei gruppi in conflitto attraverso seminari per sviluppare relazioni interpersonali, comprendere il conflitto dal punto di vista altrui e sviluppare strategie comuni per risolverlo. D'altra parte, il secondo processo consiste nel lavorare per cambiare l'opinione pubblica. “Questo è un compito psicologico che consiste nel ridurre il sentimento di vittimizzazione delle parti e nel umanizzare l'immagine dell'avversario. »

## Esempi di diplomazia parallela

### Caso del conflitto israelo-palestinese
Uno dei più spettacolari processi di diplomazia parallela è stato quello che ha scatenato gli accordi di Oslo del 1993 tra Israele e l'Organizzazione per la Liberazione della Palestina. Questi accordi hanno compiuto notevoli progressi nelle relazioni israelo-palestinesi. I contatti iniziarono tramite la diplomazia parallela, con l'iniziativa privata di un norvegese. Ma il processo è tornato alla diplomazia ufficiale ed è stata completata con una stretta di mano tra il Primo Ministro israeliano Yitzhak Rabin e il leader dell'OLP Yasser Arafat sul prato della Casa Bianca. 
Un altro esempio è l'iniziativa cosiddetta "Jewish-Palestinian Living Room Dialogue Group ", iniziato nel 1992. Dal 2003 al 2007, ha collaborato con Camp Tawonga, che è sia una ONG ebrea che un campeggio estivo in California, per riunire centinaia di adulti e giovani di 50 diverse città in Palestina e Israele per vivere e comunicare insieme nel campo familiare israeliano -palestinese degli artigiani della pace Oseh Shalom - Sanea al-Salam.

### Riavvicinamento franco-tedesco e lancio del piano Schuman
Nel 1946 fu avviato un processo di diplomazia parallela nell'ambito degli incontri di Caux-sur-Montreux (Svizzera), organizzati da Initiatives of Change (allora noto come il riarmo morale). In cinque anni, oltre 3 000 tedeschi e quasi 2 000 francesi hanno partecipato a forum il cui obiettivo era "ricostruire l'Europa devastata dalla guerra" lavorando sul cambiamento individuale, vale a dire in questo caso il riconoscimento e perdono dal passato. I partecipanti provenivano da diversi settori della società: personale politico, sindacalisti, industriali, docenti, con, meno numerosi, anche alcuni giornalisti e alcuni ecclesiastici. La creazione in questa occasione di forti legami di fiducia tra personalità tedesche e francesi, tra cui si riconosce ad Adenauer e Schuman di aver permesso di rimuovere gli ostacoli al rapido lancio, nel 1950, della Dichiarazione Schuman, la base su cui si basa immediatamente la creazione della CECA (Trattato di Parigi nel 1951) e successivamente della CEE (Trattato di Roma nel 1957).

### Mediazione durante la guerra di Biafra
The Guerra del Biafra (6 luglio 1967 - 15 gennaio 1970) è stato innescato dalla secessione di una regione nella Nigeria sud-orientale, popolata dall'etnia Igbo, prevalentemente cristiana, in risposta a disordini e pogrom anti-Igbo nel nord del paese, prevalentemente musulmano. Nonostante l'avvento al potere del generale cristiano Yakubu Gowon, governatore militare della provincia orientale, che è ricca di minerali e petrolio, il colonnello Ojukwu proclamò l'indipendenza della Repubblica di Biafra e invase le province vicine. Durante il conflitto furono compiuti molti sforzi per il mantenimento della pace, compresi l'OUA e l'Organizzazione del Commonwealth, ma tutti fallirono. Durante tutta la durata della guerra, i quaccheri furono accettati come i soli privi di ulteriori motivi politici o religiosi (la maggior parte delle chiese cristiane erano sospettate di simpatia per il Biafra dalla direzione federale della Nigeria). Se le pericolose navette effettuate dai Quaccheri durante il conflitto non hanno permesso di farlo finire, hanno però permesso di mantenere la comunicazione aperta tra i belligeranti, per evitare alcuni massacri (in particolare i bombardamenti di ospedali o scuole da parte dell'aviazione Nigeriana) e creare abbastanza comprensione reciproca per evitare uno spargimento di sangue alla fine del conflitto. Infatti, nonostante la tragica carestia che segnò la fine del conflitto, non vi furono massicce rappresaglie o massacri contro gli Igbo dopo la capitolazione del Biafra, né alcuna manifestazione di vittoria trionfale. Il capo dello Stato federale, il generale Gowon, chiese tre giorni di lutto e preghiera e di praticare la politica delle 3 R: ricostruzione, reintegrazione, riconciliazione. I combattenti del Biafra si unirono immediatamente all'esercito regolare e non si tenne alcun processo. Il leader biafrano, il colonnello Ojukwu, poté addirittura tornare in Nigeria nel 1982, dopo dodici anni di esilio e riprendere lì l'attività politica.

### Pace in Mozambico
Durante l'indipendenza del Mozambico, il 25 febbraio 1975, fu il Frelimo (Frente de Liberação de Moçambique), un movimento di ispirazione marxista che prese il potere e guidò la lotta di liberazione dagli anni '60. Si scontrò molto rapidamente con i guerriglieri di Renamo ( Resistência Nacional Moçambicana ), un movimento sostenuto in particolare dal Sudafrica, e il paese cadde in guerra civile . Nonostante la politica antireligiosa di Frelimo, la comunità cattolica Sant'Egidio, fondata nel 1968 a Roma, che aveva creato collegamenti con Frelimo e inviato aiuti umanitari in Mozambico, cercò di stabilire un dialogo tra i belligeranti. Riuscì nel 1990 e, per 27 mesi, tra le delegazioni dei due movimenti il dialogo avvenne nel convento che funge da sede della comunità, dove gli avversari vissero separati al di fuori delle sessioni di negoziazione. Nel dicembre 1990, queste sessioni diedero vita ad un primo accordo che istituì una commissione per verificare la tregua. Quindi, nell'agosto 1992, i membri di Sant Egidio riuscirono a riunire il presidente del Mozambico Joaquim Chissano, membro di Frelimo, e l'avversario Afonso Dhlakama di Renamo, e infine ottennero il 4 ottobre 1992 la firma di un accordo formale di pace..

### Intervento per il rilascio di prigionieri politici in Sudafrica
Jean-Yves Ollivier, commerciante di materie prime, partecipò dal 1981 alla diplomazia parallela soprattutto in Sudafrica . Lavorò con i parenti di Jacques Chirac e contribuì ai negoziati che consentirono il rilascio di prigionieri politici. Questi negoziati furono il preludio alla futura liberazione di Nelson Mandela . Questa iniziativa diplomatica parallela fu sostenuta da Jacques Chirac, che intense doppiare François Mitterrand, allora presidente della Repubblica, e che rese la lotta contro l'apartheid uno standard politico. Dopo l'uscita di prigione di Nelson Mandela, Jean-Yves Ollivier fu decorato da quest'ultimo.

### Caso sindacale AFL-CIO
La Federazione americana del Congresso del lavoro delle organizzazioni industriali (AFL-CIO) non si occupa solo di affari americani, ma costruisce ponti con altre nazioni. In particolare, la diplomazia parallela è stata attuata nel contesto della guerra fredda e della decolonizzazione. E durante la seconda guerra mondiale, questo sindacato venne in aiuto dei sindacati europei, vittime dei nazisti.

### Caso dell'università marocchina
L'università marocchina intende svolgere un ruolo diplomatico e sta cercando di formalizzare questo ruolo: per questo, la diplomazia parallela deve essere un approccio scientifico e giuridico, e viene svolta in particolare attraverso la formazione nelle scienze politiche degli uomini d'affari, d politici, studenti, ecc. Secondo l'università, questa diplomazia parallela serve a colmare "le lacune che hanno caratterizzato le forme tradizionali di diplomazia tradizionale".